# Executive Club Private Golf Zwijnaarde
De Executive Club Private Golf Zwijnaarde (afgekort tot ECPG Zwijnaarde) is een golfclub in België, gelegen in Zwijnaarde (Oost-Vlaanderen).
De golfbaan ligt rondom het Kasteel van Zwijnaarde, tussen de E17 en de Schelde. Het oude koetshuis van het kasteel is gerestaureerd en doet dienst als clubhuis.

## Geschiedenis
De oorsprong van ECPG Zwijnaarde is te vinden in de oprichting van de Executive Club in 1986 door Carlos Vanhove. Deze club was een vereniging met uitsluitend handels- en
economische belangen, bestaande uit vertegenwoordigers van belangrijke ondernemingen en ereleden zoals ministers en ambassadeurs. Vijf jaar later, in 1991, werd een golfterrein aangelegd rond het kasteel en zo ontstond de Executive Club Private Golf. In 1995 sloot de golfclub aan bij de Koninklijke Belgische Golf Federatie.
De golfbaan werd in 2017 een qualifying golfbaan.